# Слейтон (тауншип, Миннесота)
Слейтон (англ. Slayton) — тауншип в округе Марри, Миннесота, США. На 2000 год его население составило 343 человека.

## География
По данным Бюро переписи населения США площадь тауншипа составляет 88,8 км², из которых 88,1 км² занимает суша, а 0,7 км² — вода (0,79 %).

## Демография
По данным переписи населения 2000 года здесь находились 343 человека, 127 домохозяйств и 107 семей.  Плотность населения —  3,9 чел./км².  На территории тауншипа расположено 129 построек со средней плотностью 1,5 построек на один квадратный километр. Расовый состав населения: 99,42 % белых, 0,29 % афроамериканцев и 0,29 % коренных американцев. Испанцы или латиноамериканцы любой расы составляли 0,29 % от популяции тауншипа.
Из 127 домохозяйств в 35,4 % воспитывались дети до 18 лет, в 79,5 % проживали супружеские пары, в 3,1 % проживали незамужние женщины и в 15,7 % домохозяйств проживали несемейные люди. 14,2 % домохозяйств состояли из одного человека, при том 3,9 % из — одиноких пожилых людей старше 65 лет. Средний размер домохозяйства — 2,70, а семьи — 2,95 человека.
26,2 % населения младше 18 лет, 6,1 % в возрасте от 18 до 24 лет, 21,6 % от 25 до 44, 31,8 % от 45 до 64 и 14,3 % старше 65 лет. Средний возраст — 42 года. На каждые 100 женщин приходилось 107,9 мужчин.  На каждые 100 женщин старше 18 приходилось 112,6 мужчин.
Средний годовой доход домохозяйства составлял 48 333 доллара, а средний годовой доход семьи —  51 429 долларов. Средний доход мужчин —  30 114  долларов, в то время как у женщин — 19 688. Доход на душу населения составил 21 026 долларов. За чертой бедности находились 4,7 % семей и 4,5 % всего населения тауншипа, из которых 5,0 % младше 18 и 7,8 % старше 65 лет.